# Charilaos Trikoupis

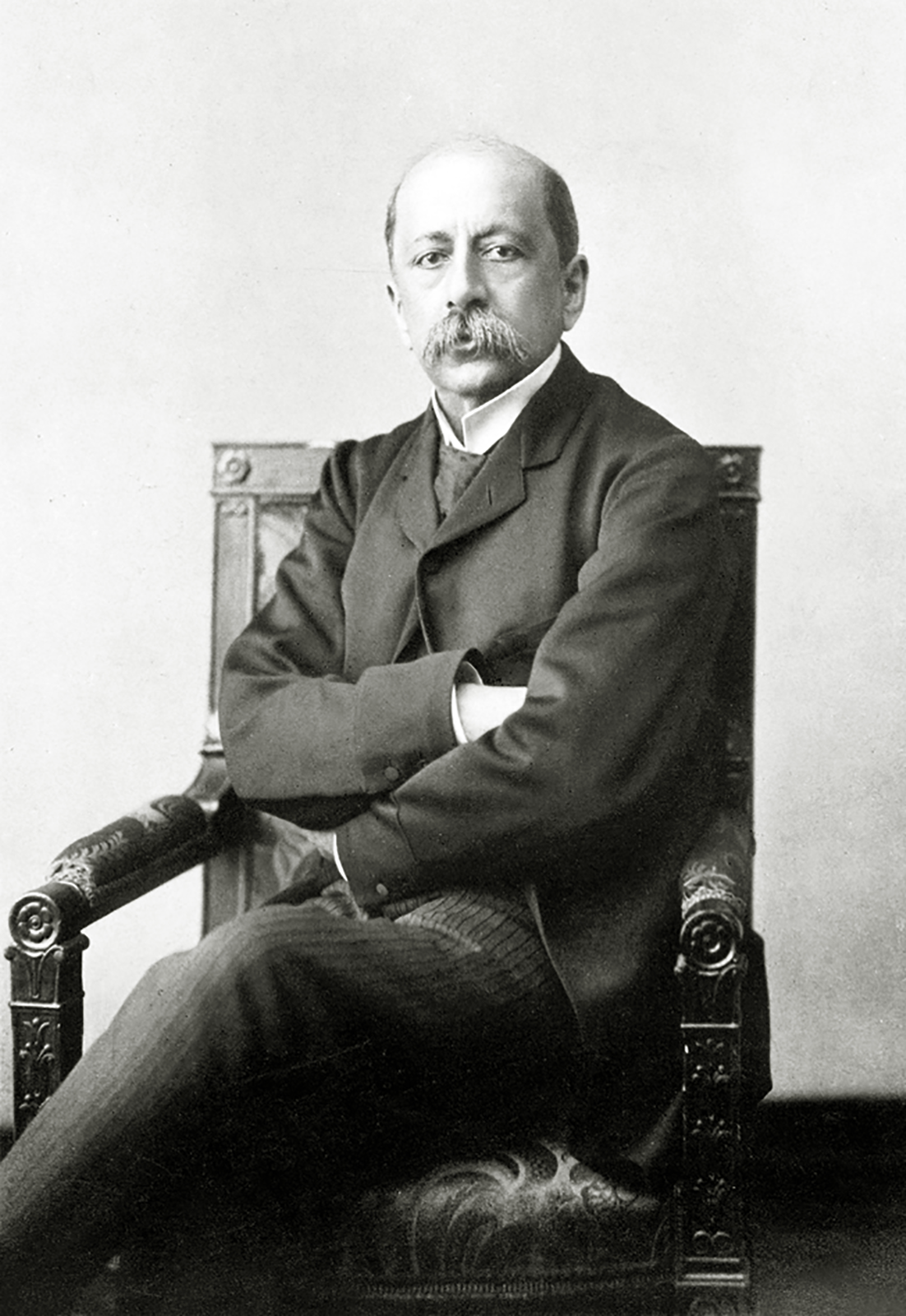
Charilaos Trikoupis.

Charilaos Trikoupis (grekiska: Χαρίλαος Τρικούπης), född den 11 juli 1832 i Nauplia, död den 30 mars 1896 i Cannes, var en grekisk statsman, son till Spyridon Trikoupis.
Trikoupis tjänstgjorde sedan 1852 en längre tid vid grekiska ambassaden i London, varifrån han efter revolutionen 1862 inträdde i nationalförsamlingen som de i England bosatta grekernas representant. Han avslöt i London 1863 fördraget om Joniska öarnas avträdande till Grekland samt blev 1867 utrikesminister.
År 1875 blev han ministerpresident, vilket ämbete han då innehade endast några månader, men som han sedermera beklädde flera gånger, 1880, 1882-85, 1886-90, juni 1891-maj 1893 samt november 1893-januari 1895. Vid valen i april sistnämnda år återvaldes han inte till deputeradekammaren, men väl 1896. 
Trikoupis var av en lugnare och förnämare natur än den vanlige moderne greken och var därför aldrig populär bland den stora massan. Hans finansiella skicklighet erkändes allmänt, men svårigheterna var för stora, och han kunde inte förebygga en statsbankrutt.